# Jamaga
Jamaga (japonsky: 山鹿市, Jamaga-ši) je město v prefektuře Kumamoto na ostrově Kjúšú v Japonsku. Jeho rozloha je 299,67 km², počet obyvatel v listopadu 2013 byl 55 617. V listopadu 2013 byly k městu připojena okolní města Kahoku, Kamoto, Kaó a Kikuka.